# Cornelia Fischer
Cornelia Fischer (Künstlername: Nela; * 30. September 1954 in Berchtesgaden; † 11. August 1977 in Salzburg) war eine deutsch-österreichische Malerin.

## Leben
Ihr Vater war der Filmregisseur und Filmproduzent Hans Conrad Fischer, ihre 1986 verstorbene Mutter Hanna Fischer war Malerin. Ihre ersten Lebensjahre verbrachte Cornelia Fischer in Berchtesgaden. 1959 übersiedelte sie mit ihrer Familie nach Salzburg, 1971 nach Marktschellenberg.
Erkrankt an Myeloischer Leukämie, verbrachte sie von April bis Juni 1974 ihren ersten von drei insgesamt achteinhalb Monate währenden Aufenthalten im Landeskrankenhaus Salzburg. Die Erkrankung wird zum „Beginn einer intensiven künstlerischen Schaffenskraft.“ Im Februar 1975 erlangte sie die Matura am Wirtschaftskundlichen Realgymnasium in Salzburg und inskribierte anschließend an der Universität Salzburg Kunstgeschichte und Philosophie, im Sommer 1975 besuchte sie die Malklasse von Jože Ciuha an der Internationalen Sommerakademie für Bildende Kunst Salzburg. In den Phasen vorübergehender Remissionen unternahm sie zwei mehrmonatige Reisen, 1976 allein nach Lindos auf Rhodos, 1977 gemeinsam mit ihren Eltern nach Kalifornien.
Cornelia Fischer verstarb am 11. August 1977 im Landeskrankenhaus Salzburg, beerdigt wurde sie auf dem Salzburger Kommunalfriedhof.

## Wirken
Von ihrer Erkrankung ab 1974 bis zu ihrem Tod im August 1977 fertigte Cornelia Fischer rund 150 Bilder in Aquarell- und Temperatechnik, die sie mit dem Künstlernamen Nela signierte und teilweise mit kleinen poetischen Texten kommentierte. Rund ein Drittel ihres Werkes entstand am Krankenbett. Ausgestellt und in Kritiken gewürdigt wurden ihre Bilder erst Jahre nach ihrem Tod.
Bestimmende Motive ihrer Bilder sind Figuren (oftmals Mischwesen aus Mensch und Pflanze), Vögel, Städte, Bäume, Brücken und Landschaften. Zu dem im Mai 1976 entstandenen Bild Geheimnisvolle Augen – Mysterious eyes verfasste sie beispielhaft folgenden Bildtext: „Augen, die Dinge erzählen, die nur die Augen und ich verstehen, Augen die das Weite gesehen haben und davon einfache Dinge zu erzählen wissen. Alles übrige ist verhüllt, es kommt nur auf die Sprache der Augen an.“

## Nachlass und postume Würdigungen
- Hans Conrad Fischer produzierte 1979 den Film Nela. Die Geschichte einer Malerin, schrieb dazu das Drehbuch und führte auch die Regie.[3] Er gestaltete das Porträt mit ihren Gemälden, Fotografien, privaten Filmaufnahmen, Tagebuchauszügen und ihrer Lieblingsmusik. Der Film lief im deutschen Sprachraum, in England und Amerika im Kino, später auch im Fernsehen. Auf diese Weise kam es zu einer ersten Rezeption von Nelas Malerei. Vor allem bei der Erstaufführung des Films in Österreich, den USA und Großbritannien gab es Pressereaktionen. „Es ist unmöglich, von diesem Film nicht ergriffen zu sein“, urteilte die Los Angeles Times,[4] und CBS-TV meinte: „Ein großer, ergreifender Film über ein wunderbar begabtes junges Mädchen, das schön war und sein leidvolles Schicksal in Schönheit verwandelte. Ein Film über das Leben, nicht über den Tod.“[4]
- 1980 würdigten Kunstkritiker amerikanischer Zeitungen wie der Evening Tribune nach Sichtung der Filmbiografie die Gemälde Nelas als „von völliger, brillantfarbiger Eigenständigkeit“ und rühmten ihr „intuitives Verstehen archetypischer Bildgleichnisse für den Kreislauf von Leben und Tod“.[5] Artikel über Nela und ihr Werk erschienen unter anderem in Großbritannien (The Times, Financial Times, The Guardian), den USA (Los Angeles Times, San Diego Union, Readers Hollywood) und Österreich (Kurier, Neue Kronenzeitung, Salzburger Nachrichten).
- Erste Ausstellung ihrer Bilder vom 23. Oktober bis 30. November 1980 im Romanischen Keller der Hypothekenbank in Salzburg.
- Ausstellung einer Auswahl ihrer Werke durch die Stadt Salzburg vom 4. Juli bis 2. August 2002 in der Galerie im Mirabellgarten; zeitgleich wurde im Salzburger Filmkulturzentrum Das Kino bislang letztmals[4] die Filmbiografie Nela. Die Geschichte einer Malerin gezeigt.
- 2002 kam es erstmals zu einer wissenschaftlichen Aufarbeitung ihres künstlerischen Nachlasses.
- Vom 1. Juni 2007 bis 1. Juni 2008 präsentierte das neue Salzburg Museum in der Neuen Residenz ihr Gesamtwerk.[6] Hierzu würdigte die amerikanische Kunsthistorikerin Carol Olten ihr Schaffen u. a. wie folgt: „Nela, eine einfache, sehr junge Frau mit scharfsinniger Intelligenz, brachte einen fast mystischen Reichtum an Leben bevor, während der Tod näher und näher kam und die Leukämie die Zellen ihres Lebens zerstörte. Ihre Bäume, Blumen, Dörfer und Vögel zeigen reine Freude am Universum, von der sie irgendwie umfasst wurde. Die Wirklichkeit versinkt in der Fantastik ihrer seltsamen, dunklen Städte und Silhouetten.“[7]

Der gesamte künstlerische Nachlass von Nela befindet sich im Besitz ihres Vaters Hans Conrad Fischer und wird vom Salzburg Museum verwahrt.